# 죽음의 목걸이
죽음의 목걸이(Necklacing 아프리칸스어: Halssnoermoord)는 속결처형방법의 하나로 휘발유가 들어가 있는 고무타이어를 피해자의 목이나 팔에 건후 불을 붙이는 행위를 말한다. 은유적으로 목걸이(Necklace)라고도 부른다. 아파르트헤이트 시절의 남아공에서 백인의 흑인에 대한 린치나 아파르트헤이트 정권에 협력하는 흑인 변절자들에 의한 응징의 방법으로 이용되었다.